# Khoa học tự nhiên

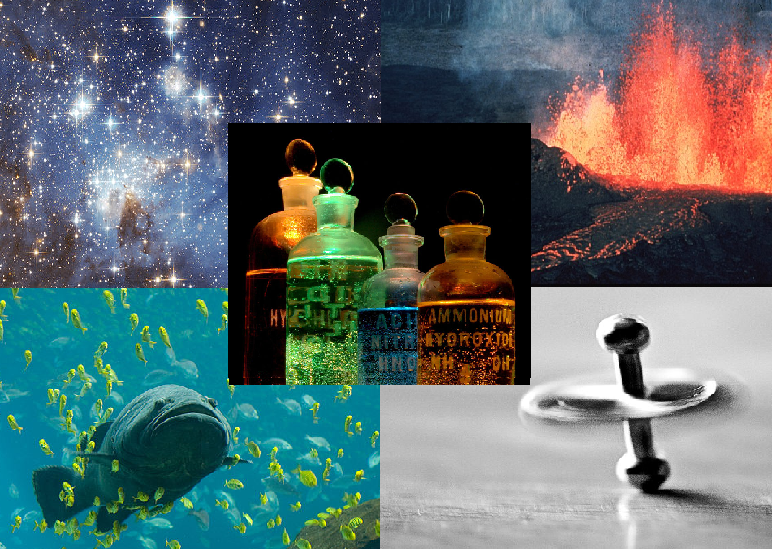
Khoa học tự nhiên tìm hiểu về thế giới quanh chúng ta và vũ trụ. 5 phân ngành chính là: hóa học (trung tâm), thiên văn học, khoa học Trái Đất, vật lý, và sinh học (theo chiều kim đồng hồ từ bên trái).

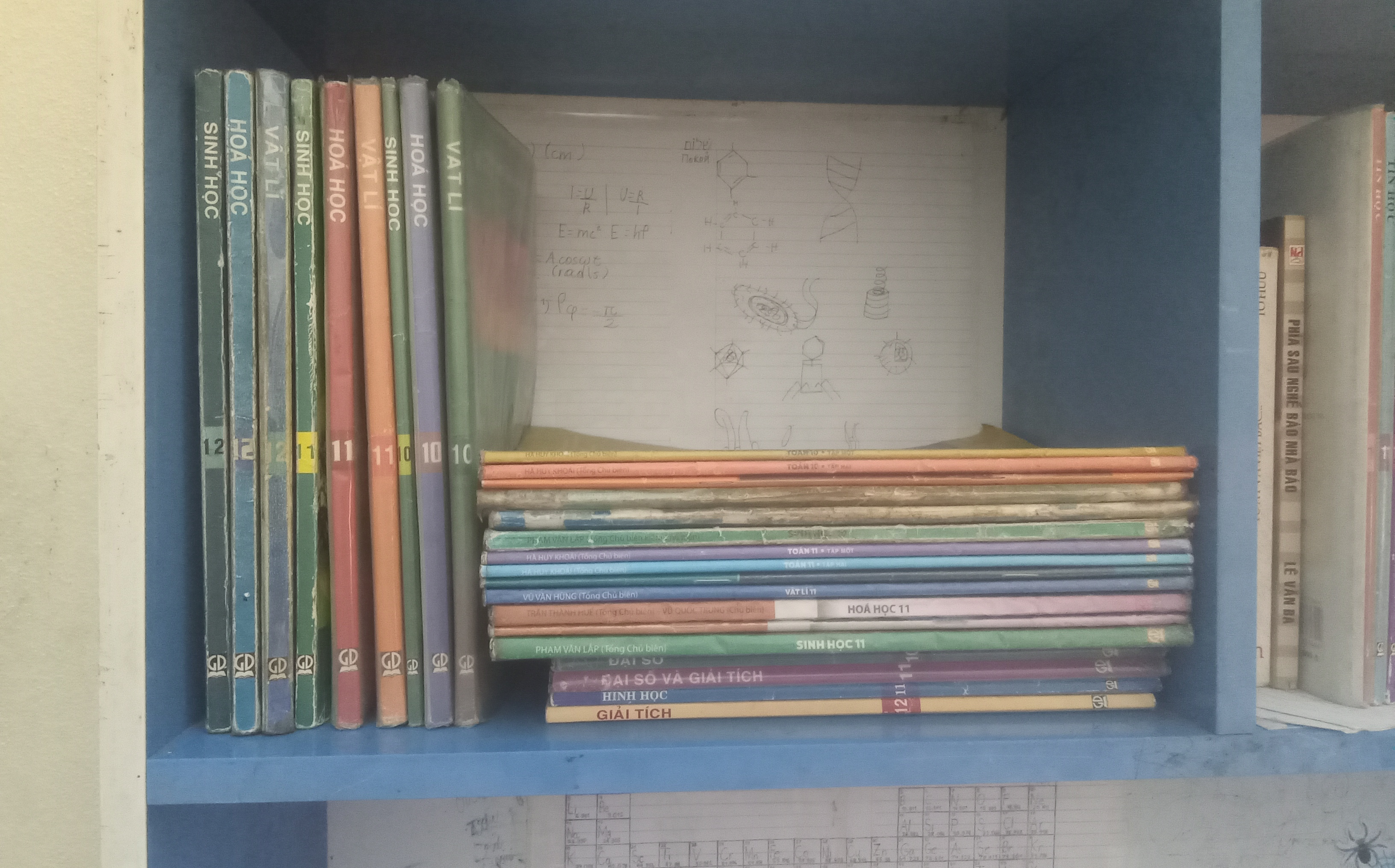
Toán học, vật lý học, hóa học và sinh học. Bộ sách giáo khoa từ lớp 10 đến lớp 12 của nhóm ngành khoa học tự nhiên.

Khoa học tự nhiên, hay Tự nhiên học, (tiếng Anh: natural science) là một nhánh của khoa học, có mục đích nhận thức, mô tả, giải thích và tiên đoán về các hiện tượng và quy luật tự nhiên, dựa trên những dấu hiệu được kiểm chứng chắc chắn. Trong khoa học tự nhiên, giả thuyết được sử dụng rộng rãi để xây dựng những lý thuyết khoa học.

## Giải thích
Các môn khoa học tự nhiên tạo nên cơ sở cho các khoa học ứng dụng. Các khoa học tự nhiên và ứng dụng lại được phân biệt với các ngành khoa học xã hội, nhân văn, thần học, và nghệ thuật.
Các ngành Toán học, Thống kê và Tin học cung cấp nhiều công cụ và khung làm việc được sử dụng trong các ngành khoa học tự nhiên. Ở Việt Nam, ba ngành này được xếp vào loại khoa học tự nhiên. Tuy nhiên, nhiều nước trên thế giới, đặc biệt là các nước nói tiếng Anh, không có quan điểm như vậy.
- Thiên văn học, nghiên cứu về các thiên thể và hiện tượng bên ngoài bầu khí quyển Trái Đất, ví dụ sao, thiên hà, v.v..
- Sinh học, nghiên cứu về sự sống.
  - Sinh thái học và Khoa học môi trường, nghiên cứu mối quan hệ tương hỗ giữa sự sống và môi trường.
- Hóa học, nghiên cứu cấu tạo, các phản ứng hóa học, cấu trúc, và các tính chất của vật chất và các biến đổi lý hóa mà chúng trải qua.
- Khoa học Trái Đất, nghiên cứu về Trái Đất, các chuyên ngành gồm có:
  - Địa chất học
  - Thủy văn (Hydrology)
  - Khí tượng học
  - Địa vật lý và Hải dương học
  - Khoa học đất
- Vật lý học, nghiên cứu các thành phần cơ bản của vũ trụ, các lực và tương tác của chúng, và các kết quả của các lực này.

## Lịch sử
Từ thời xa xưa cho đến thời Trung cổ, đối tượng nghiên cứu của Khoa học tự nhiên được biết đến như là các triết lý tự nhiên. Đến cuối thời Trung cổ và thời hiện đại, việc giải thích một cách triết học về tự nhiên dần dần được thay thế bởi sự tiếp cận một cách khoa học sử dụng phương pháp luận quy nạp. Các nghiên cứu của Ibn al-Haytham và Sir Francis Bacon phổ biến trong các tiếp cân này, do đó đã giúp cho việc tiến lên cuộc cách mạng khoa học của nhân loại.
Trước thế kỷ 19, việc nghiên cứu khoa học đã trở nên chuyên nghiệp và có các tổ chức, và các tổ chức này dần dần đạt được tiếng tăm trong nghiên cứu khoa học tự nhiên. Nhóm nghiên cứu khoa học được tạo ra bởi William Whewell vào năm 1834 dựa trên tổ chức Mary Somerville's On the Connexion of the Sciences.